# Kristina Winberg
Kristina Winberg (ur. 27 maja 1965 w Jönköping) – szwedzka polityk, posłanka do Parlamentu Europejskiego VIII kadencji.

## Życiorys
Absolwentka szkoły średniej. Pracowała m.in. przez kilkanaście lat w branży turystycznej. W 2009 przystąpiła do Szwedzkich Demokratów, została radną regionu Jönköping i radną miejską w Jönköping. W 2010 bez powodzenia kandydowała do Riksdagu. W 2014 została wystawiona na pierwszym miejscu listy wyborczej swojego ugrupowania w wyborach do Parlamentu Europejskiego, uzyskując mandat deputowanej, który wykonywała do 2019. W tym samym roku znalazła się poza partią.